# Хенри (окръг, Айова)
Вижте пояснителната страница за други значения на Хенри.
Окръг Хенри (на английски: Henry County) е окръг в щата Айова, Съединени американски щати. Площта му е 1132 km², а населението - 20 336 души (2000). Административен център е град Маунт Плезънт.